# Imbosch (buurtschap)
Imbosch of De Imbosch is een buurtschap in de gemeente Rozendaal. De buurtschap ligt aan de Eerbeekseweg.
Imbosch is ontstaan in de 17e eeuw toen werd geprobeerd op deze gronden landbouw te verwezenlijken. Imbosch bestaat uit drie huizen: een voormalig jachthuis, een voormalige arbeiderswoning en een voormalige boerderij. De drie huizen zijn woonhuizen geworden. Verder bevindt zich in Imbosch nog een oorlogsmonument voor de Tweede Wereldoorlog en een verdwenen beek genaamd Imboschbeek. De postcode van de buurtschap is 6891, de postcode van Rozendaal.
De buurtschap Imbosch ligt in het bos- en heidegebied met dezelfde naam, dat beschermd is als natuurgebied.
Dorp: Rozendaal      Buurtschappen: Imbosch · Terlet (deels)

Gelderland: Steden en dorpen in Gelderland      Nederland: Provincies · Gemeenten